# Receia
A receia ou rejantar é, como regra geral, a última refeição da noite que se come de madrugada. Em Portugal a receia é entre à meia-noite e até as quatro horas da madrugada, embora cada família adopte um horário de acordo com as suas necessidades.
A receia inclui geralmente dois ou mais pratos, e pode ser servida com refresco sem cafeína ou água. O prato principal inclui geralmente hambúrguer e batatas fritas. Nas épocas de verão, a receia se pode repetir no fim da manhã. Os picles são essenciais neste tipo de dieta, pelas suas vitaminas.

## História da receia
A receia é um conceito que, como tal, começou ser popular para a primeira década do século XXI nos ambientes de estudantes universitários. Devido às longas noites de biblioteca as que istos vejam-se expostos nas épocas de testes, outra refeição começaba ser necessária umas seis horas depois do jantar, sendo esta a receia. As costumes do tipo de alimento consumido vêm do boom da companhia McDonald's e o seu McAuto na época, que nos distritos universitários adotávam horário especial 24h nas épocas de testes. Isto é, os estudantes começaron consumir este tipo de fast-food nas altas horas da noite, começando espalhar um novo conceito que daría chegado até hoje.
O sucesso da receia é assim tão grande que cada vez é possível encontrar mais pontos de restauração abertos nas altas horas da noite, obrigando os empresários do setor explorar novas estratégias de mercado.